# Ignác Acsády
Ignác Acsády (născut Ignác Adler pe 9 septembrie 1845, Carei – d. 17 decembrie 1906, Budapesta) a fost un scriitor, publicist, istoric maghiar de origine evreiască.